# Zonsverduistering van 2 augustus 2046

Animatie zonsverduistering
op 2 augustus 2046

De totale zonsverduistering van 2 augustus 2046 trekt veel over zee, maar is achtereenvolgens te zien in deze acht landen: Brazilië, Angola, Namibië, Botswana, Zuid-Afrika, Swaziland, Mozambique en Kerguelen. 

## Lengte

### Maximum
Het punt met maximale totaliteit ligt in Angola vlak bij de plaats Huambo en duurt 4m51,3s.

### Limieten
| Fenomeen                    | Code | Tijdstip UTC |
| --------------------------- | ---- | ------------ |
| Eerste contact bijschaduw   | P1   | 07:48:07.3   |
| Eerste contact kernschaduw  | U1   | 08:49:31.2   |
| Kernschaduw compleet vanaf  | U2   | 08:51:57.8   |
| Bijschaduw compleet vanaf   | P2   | Niet         |
| Maximum eclips              | GE   | 10:19:31.3   |
| Bijschaduw compleet t/m     | P3   | Niet         |
| Kernschaduw compleet t/m    | U3   | 11:46:48.3   |
| Laatste contact kernschaduw | U4   | 11:49:19.0   |
| Laatste contact bijschaduw  | P4   | 12:50:42.1   |